# Ruta de Illinois 145
La Ruta de Illinois 145, y abreviada IL 145 (en inglés: Illinois Route 145) es una carretera estatal estadounidense ubicada en el estado de Illinois. La carretera inicia en el oeste desde la US 45     en Metropolis hacia el este en la US 45  , IL 34   en Harrisburg. La carretera tiene una longitud de 70 km (43.47 mi).

## Mantenimiento
Al igual que las autopistas interestatales, y las rutas federales y el resto de carreteras estatales, la Ruta de Illinois 145 es administrada y mantenida por el Departamento de Transporte de Illinois por sus siglas en inglés IDOT.